# World Games 2017/Teilnehmer (Pakistan)
| Gelbes Symbol für Goldmedaillen mit stilisierten Olympischen Ringen | Graues Symbol für Silbermedaillen mit stilisierten Olympischen Ringen | Braundes Symbol für Bronzemedaillen mit stilisierten Olympischen Ringen |
| ------------------------------------------------------------------- | --------------------------------------------------------------------- | ----------------------------------------------------------------------- |
| —                                                                   | —                                                                     | —                                                                       |

Pakistan nahm in Breslau an den World Games 2017 teil. Die pakistanische Delegation bestand aus drei Männern.

## Teilnehmer nach Sportarten

### Jiu Jitsu
Die Gruppenphase der Gruppe B beendete das Doppel auf dem 3. Platz und schied somit aus.
| Männer                     |     |                                       |         |                                  |         |               |               |               |               |               |
| Muhammed Ammar Abu Hurrara | Duo | Biarne Lardon Ben Jos H. Cloostermans | 85,5:92 | Sebastian Vosta Nicolaus Bichler | 84,5:90 | ausgeschieden | ausgeschieden | ausgeschieden | ausgeschieden | ausgeschieden |

### Billard
| Athleten       | Wettbewerb    | Achtelfinale | Achtelfinale | Viertelfinale | Viertelfinale | Halbfinale    | Halbfinale    | Finale / Platz 3 | Finale / Platz 3 | Rang          |
| Athleten       | Wettbewerb    | Gegner       | Ergebnis     | Gegner        | Ergebnis      | Gegner        | Ergebnis      | Gegner           | Ergebnis         | Rang          |
| -------------- | ------------- | ------------ | ------------ | ------------- | ------------- | ------------- | ------------- | ---------------- | ---------------- | ------------- |
| Männer         |               |              |              |               |               |               |               |                  |                  |               |
| Muhammed Bilal | Mixed Snooker | Si Xu        | 3:1          | ausgeschieden | ausgeschieden | ausgeschieden | ausgeschieden | ausgeschieden    | ausgeschieden    | ausgeschieden |